# Stilobezzia crossi
Stilobezzia crossi är en tvåvingeart som beskrevs av Meillon och Wirth 1981. Stilobezzia crossi ingår i släktet Stilobezzia och familjen svidknott. Inga underarter finns listade i Catalogue of Life.